# Uzumaki (film)
Uzumaki (うずまき? "Spirale") è un film del 2000 diretto da Higuchinsky.
Pellicola horror giapponese basata sul manga omonimo di Junji Itō.
La storia del film ruota intorno ad una città colpita dalla maledizione delle spirali. Tale astratto concetto si manifesta in modi bizzarri, come persone che si trasformano in chiocciole o ragazze i cui capelli prendono il controllo della mente. La storia del film copre, più o meno fedelmente, vari episodi del manga ma ha un finale diverso, dato che quando il film uscì nelle sale il fumetto non era ancora terminato.
Il tema musicale del film è Raven ed è interpretato dal gruppo musicale Do As Infinity.

## Trama

Una scena del film

La studentessa Kirie inizia a sospettare che qualcosa nella propria città sia piuttosto strano, quando il comportamento del padre del suo amico d'infanzia (Shuichi) diventa man mano sempre più strano e preoccupante. L'uomo è letteralmente ossessionato dalle spirali, che considera le più alte forme d'arte, al punto di passare ore a riprendere con una telecamera la conchiglia di una chiocciola. Alla fine, in preda alla follia, l'uomo uccide se stesso all'interno di una lavatrice, nel tentativo di diventare egli stesso una spirale.
Contemporaneamente a scuola, Katayama, compagno di classe di Kirie si sta lentamente trasformando in una chiocciola, mentre i capelli della graziosa Sekino diventati sempre più lunghi hanno preso il controllo non solo di Sekino, ma anche delle sue amiche. Anche la madre di Shuichi, ricoverata in ospedale, muore orribilmente tentando di strappare dalle proprie orecchie la coclea che ha una forma a spirale.
In breve tempo l'intera città cade sotto la maledizione delle spirali e tutti i suoi abitanti muoiono in modi atroci sempre legati alle spirali. Alla fine anche Shuichi viene colpito dalla maledizione, ed il suo corpo si ritorce su se stesso davanti a Kirie, rimasta unica sopravvissuta nella città maledetta.